# Charlene Barshefsky

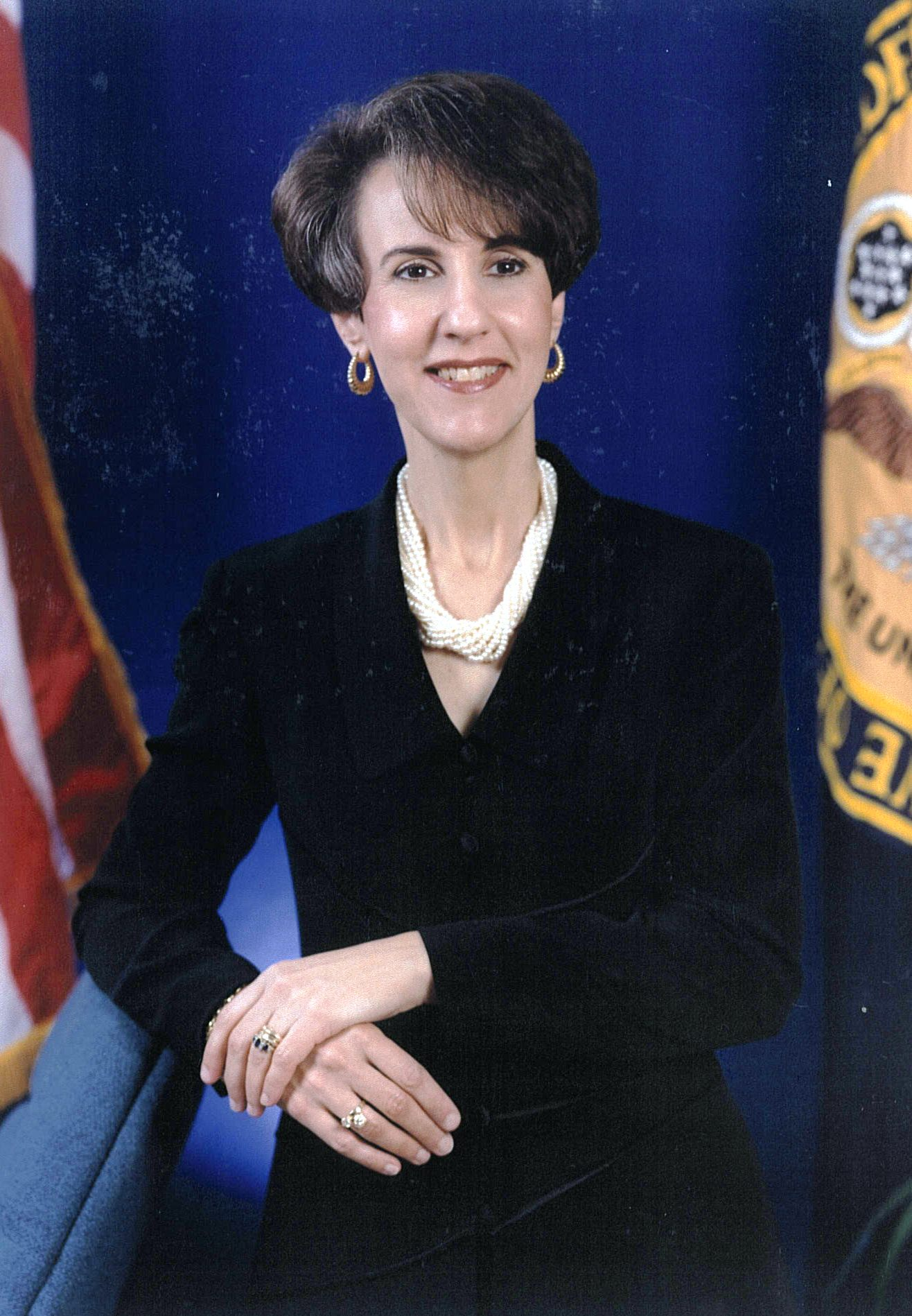
Charlene Barshefsky (um 1997)

Charlene Barshefsky (* 11. August 1950) ist eine US-amerikanische Wirtschaftsmanagerin und ehemalige Handelsbeauftragte der Vereinigten Staaten.

## Leben
Nach dem Schulbesuch studierte sie Anglistik und Politikwissenschaft an der University of Wisconsin–Madison und schloss dieses Studium mit einem Bachelor of Arts (B.A. English & Political Science) ab. Ein anschließendes postgraduales Studium der Rechtswissenschaft an der Katholischen Universität von Amerika beendete sie mit einem Juris Doctor (J.D.). Nach der anwaltlichen Zulassung war sie als Rechtsanwältin tätig.
Barshevsky wurde 1993 zunächst Stellvertretende Handelsvertreterin der USA und übernahm das Amt der Handelsvertreterin 1996 kommissarisch, nachdem der bisherige Handelsvertreter Mickey Kantor am 12. April 1996 als Nachfolger des bei einem Flugzeugabsturz ums Leben gekommenen Ron Brown Handelsminister wurde.
1997 übernahm sie offiziell das Amt der Handelsvertreterin (US Trade Representative) und gehörte dem Kabinett von US-Präsident Bill Clinton bis zum Ende von dessen Amtszeit 2001 an.
Zurzeit ist sie Mitglied des Verwaltungsrates (Board of Directors) der Estée Lauder Companies sowie seit 2007 Partner der Anwaltskanzlei Wilmer Cutler Pickering Hale and Dorr in Washington, D.C. Außerdem ist sie Vize-Vorsitzende der Abteilung für Internationales Recht der American Bar Association.